# Yuriko Miyamoto
Yuriko Miyamoto (13 de febrero de 1899 – 21 de enero de 1951) fue una escritora japonesa, activa durante los periodos Taishō y Shōwa. Su nombre de nacimiento fue Chūjō Yuriko.

## Biografía

### Primeros años
Miyamoto Yuriko nació en Tokio, en el seno de una familia de clase media-alta. Su padre fue un profesor de arquitectura de la Universidad Imperial de Tokio. Desde muy joven, Yuriko empezó a interesarse por el feminismo y el activismo.

### Carrera literaria
Aún en su juventud, se vinculó a la Universidad de Mujeres de Japón, donde empezó a dar sus primeros pasos en la literatura. Escribió el relato corto Mazushiki hitobito no mure (Una multitud de gente pobre), la cual fue aceptada pro la prestigiosa revista Chūō Kōron en septiembre de 1916, y que terminaría ganado un premio entregado por el círculo literario Shirakaba. Dejó la universidad sin graduarse, y viajó a los Estados Unidos junto a su padre. Estudió en la Universidad de Columbia, y allí conoció a su primer esposo, Araki Shigeru. La pareja se divorciaría en 1924. Su libro autobiográfico, Nobuko (1924–1926) relata las falencias de su primer matrimonio, sus viajes, y cómo pudo lograr la independencia como mujer soltera.

### Rusia
En 1927 viajó a la Unión Soviética junto a su colega, la escritora Yuasa Yoshiko. En Moscú, ambas estudiaron la literatura rusa, y lograron una gran amistad con el cineasta Sergei Eisenstein. A su regreso a Japón, Miyamoto se convirtió en editora de la revista Hataraku Fujin (Mujeres Trabajadoras) y fue una figura clave en el movimiento proletario de literatura. Se unió al Partido Comunista, y en una de sus reuniones conoció a Miyamoto Kenji, el que sería su segundo esposo.

### Prisión
Después de 1932, tras las estrictas leyes de supresión de los movimientos de izquierda, los trabajos de Miyamoto fueron severamente censurados, y su revista fue retirada de circulación. Fue arrestada en repetidas ocasiones, y pasó más de dos años en prisión entre 1932 y 1942. Su esposo Miyamoto Kenji pasó de diciembre de 1933 hasta agosto de 1945 en prisión. Durante el periodo de guerra, aunque no se le permitía publicar, Yuriko escribió una gran cantidad de ensayos.

### Posguerra
En la época de la posguerra, se reunió de nuevo con su esposo y continuó con sus actividades comunistas. Este periodo fue también el más prolífico en su carrera como escritora. Publicó dos novelas, Banshū heiya y Fūchisō, describiendo sus experiencias luego de la rendición de Japón en la guerra. Ambas novelas recibieron el premio cultural "Mancini" de 1947.
Miyamoto también publicó una colección de ensayos y crítica literaria llamada Fujin to Bungaku (Mujeres y literatura, 1947), una colección de alrededor de 900 cartas entre ella y su esposo encarcelado titulada Juninen no tegami (Cartas de veinte años, 1950–1952) y las novelas Futatsu no niwa (Dos jardines, 1948) y Dōhyō (Mojones, 1950).

### Fallecimiento
Murió por complicaciones de la meningitis que sufría, en 1951. 